# Лалітпур (Непал)
Лалітпур (लालितपुर) або Патан (पातन) — друге за чисельністю населення місто в Непалі.

## Географія
Лалітпур знаходиться на південному березі річки Багматі від Катманду, об'єднуючись з Катманду в конгломерат. Основне населення — невари. 

### Клімат
Місто знаходиться у зоні, котра характеризується вологим субтропічним кліматом. Найтепліший місяць — червень із середньою температурою 22.8 °C (73 °F). Найхолодніший місяць — січень, із середньою температурою 8.9 °С (48 °F).
| Клімат Лалітпура        | Клімат Лалітпура | Клімат Лалітпура | Клімат Лалітпура | Клімат Лалітпура | Клімат Лалітпура | Клімат Лалітпура | Клімат Лалітпура | Клімат Лалітпура | Клімат Лалітпура | Клімат Лалітпура | Клімат Лалітпура | Клімат Лалітпура | Клімат Лалітпура |
| Показник                | Січ.             | Лют.             | Бер.             | Квіт.            | Трав.            | Черв.            | Лип.             | Серп.            | Вер.             | Жовт.            | Лист.            | Груд.            | Рік              |
| Середня температура, °C | 9                | 12               | 16               | 19               | 22               | 23               | 23               | 23               | 22               | 19               | 14               | 11               | 17               |
| Норма опадів, мм        | 19               | 15               | 30               | 44               | 112              | 219              | 364              | 334              | 177              | 47               | 7                | 9                | 1376             |
| ----------------------- | ---------------- | ---------------- | ---------------- | ---------------- | ---------------- | ---------------- | ---------------- | ---------------- | ---------------- | ---------------- | ---------------- | ---------------- | ---------------- |
| Джерело: Weatherbase    |                  |                  |                  |                  |                  |                  |                  |                  |                  |                  |                  |                  |                  |

## Назва
Патан вважається одним з найкрасивіших міст світу через наявність величезної кількості пам'яток. Саме тому назва міста Лалітпур, прийнята офіційно в даний час, означає дослівно місто краси.

## Історія
Немає інформації щодо точної дати, коли утворилося місто Патан. Його історія відома лише епізодами. За легендами тут був ще Будда і його учень Ананда.
Близько 250 до н. е. індійський цар Ашока (який завоював величезні території і впровадив буддизм) облаштувався саме в цьому місці, побудувавши з чотирьох сторін ступи з написами.
У 1000 році населення Патана становило близько ста тисяч осіб, тоді це було одне з найбільших міст світу.
Розквіт Патана припав на XVI—XVIII століття часів правління неварської династії Малла. Після падіння династії Малла місто частково занепало, однак туристів досі вражає вишуканість і різноманіття храмів, пагод, палаців, прикраси будинків і унікальні різьблення. Патан завжди був центром неварських художників, архітекторів, ювелірів, ремісників, що створили витончені зразки мистецтва.

Лалітпур (Непал)
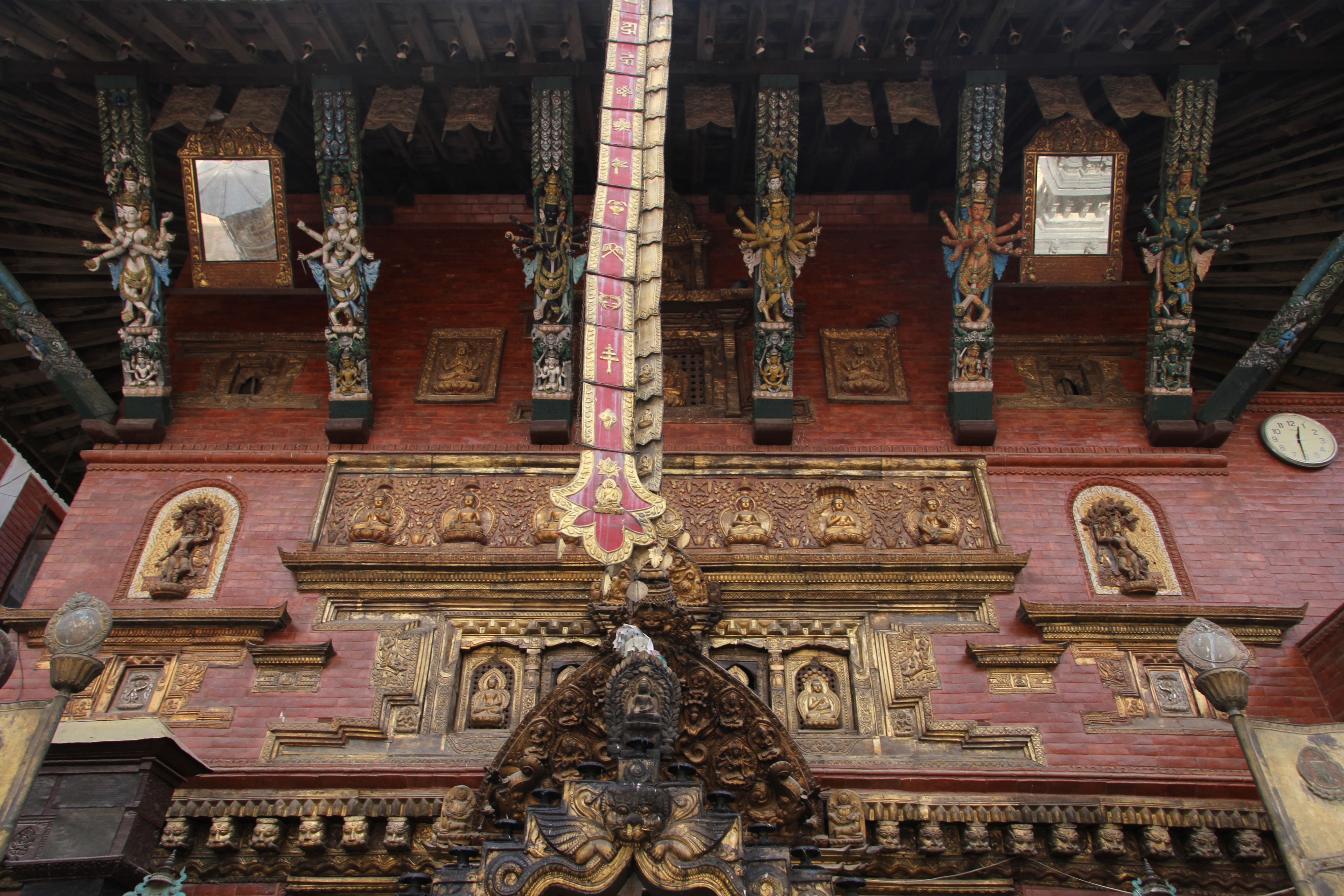
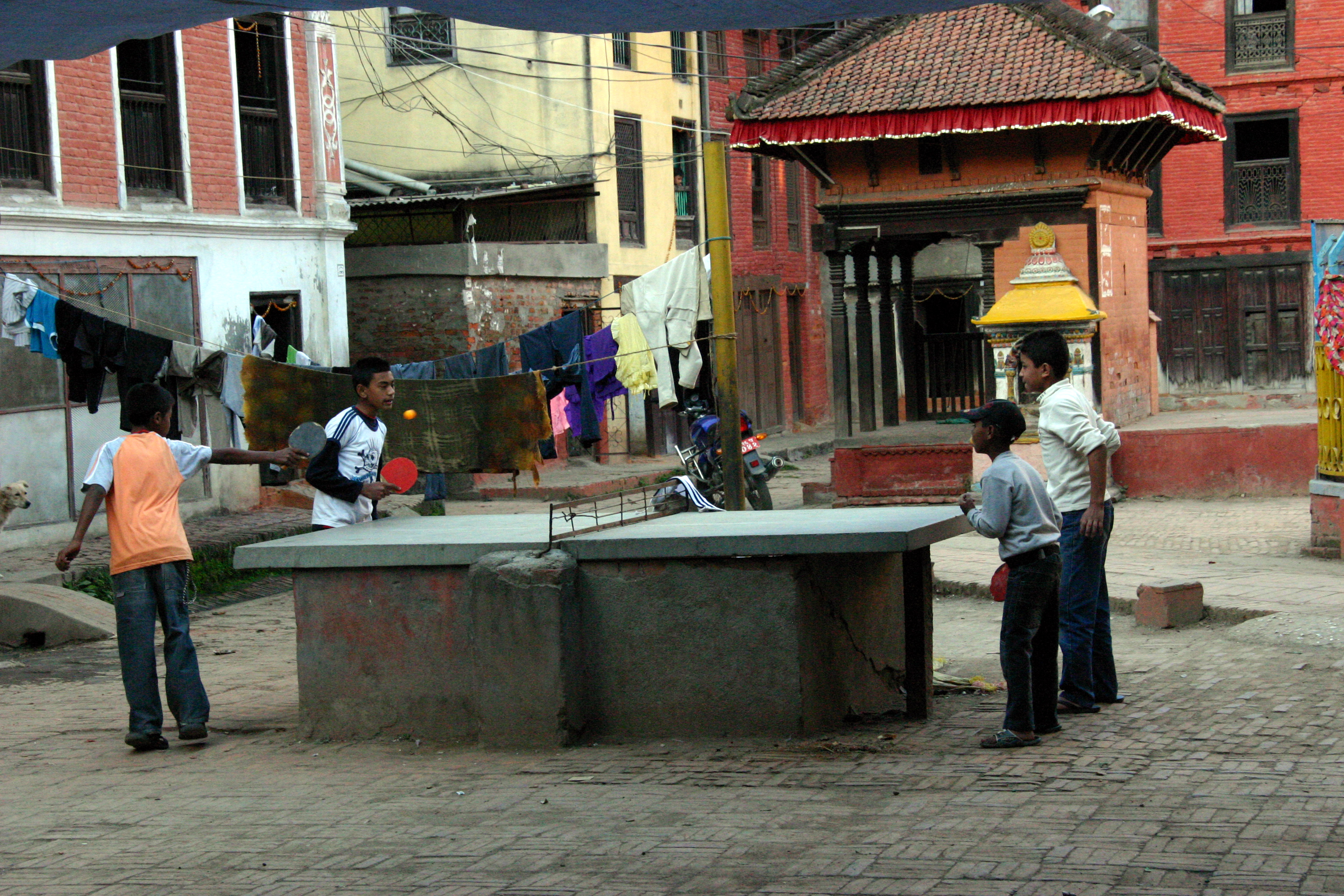
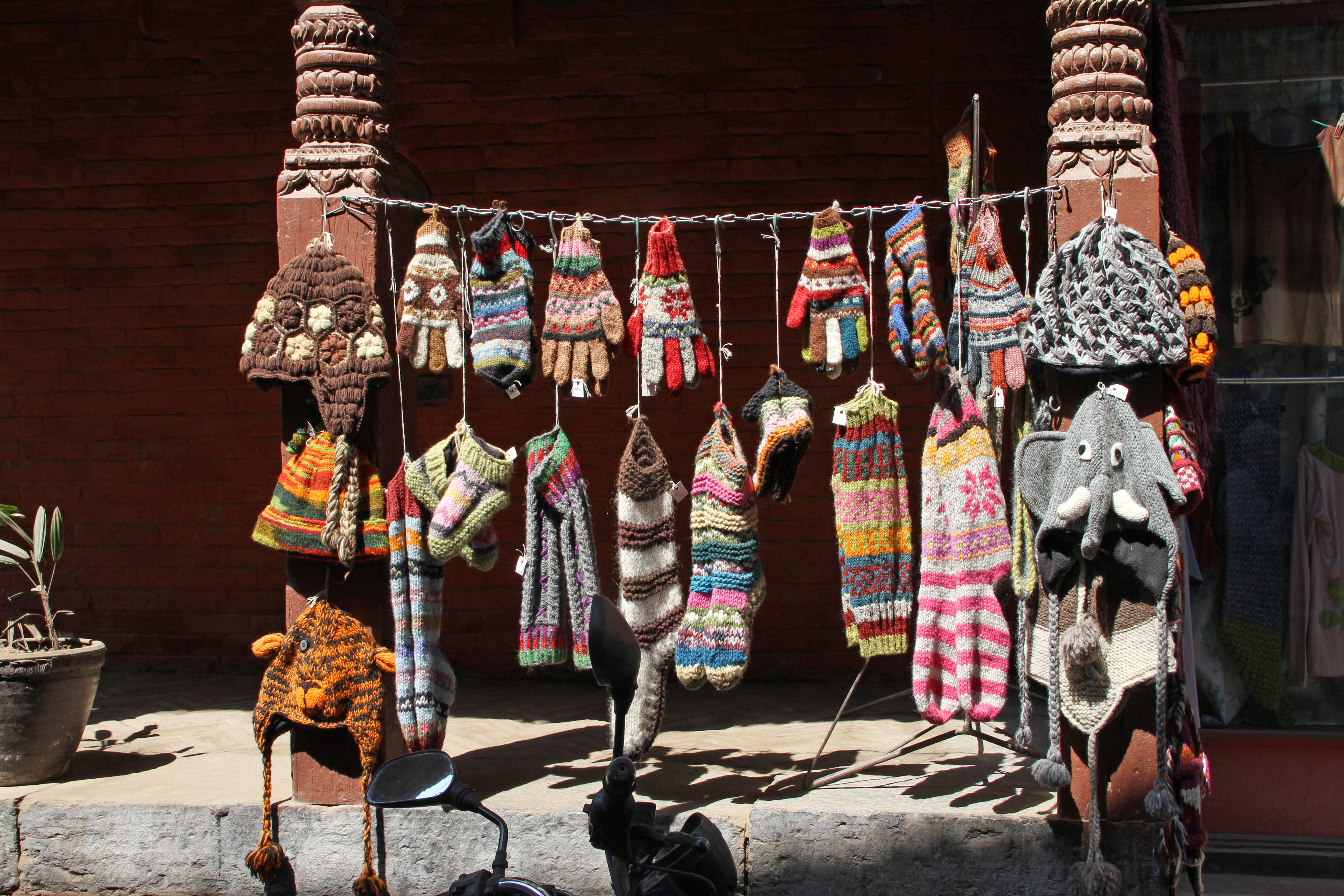
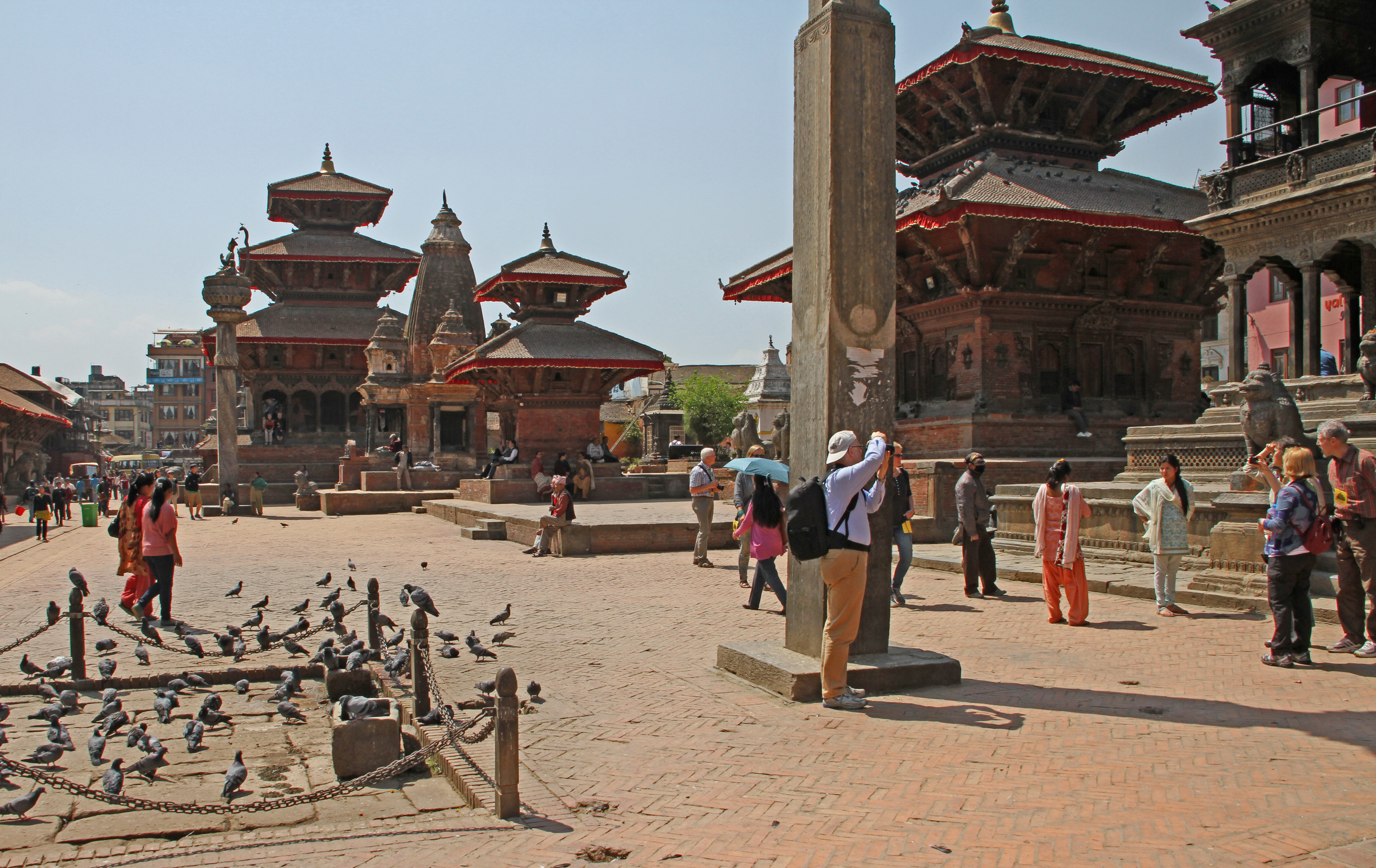
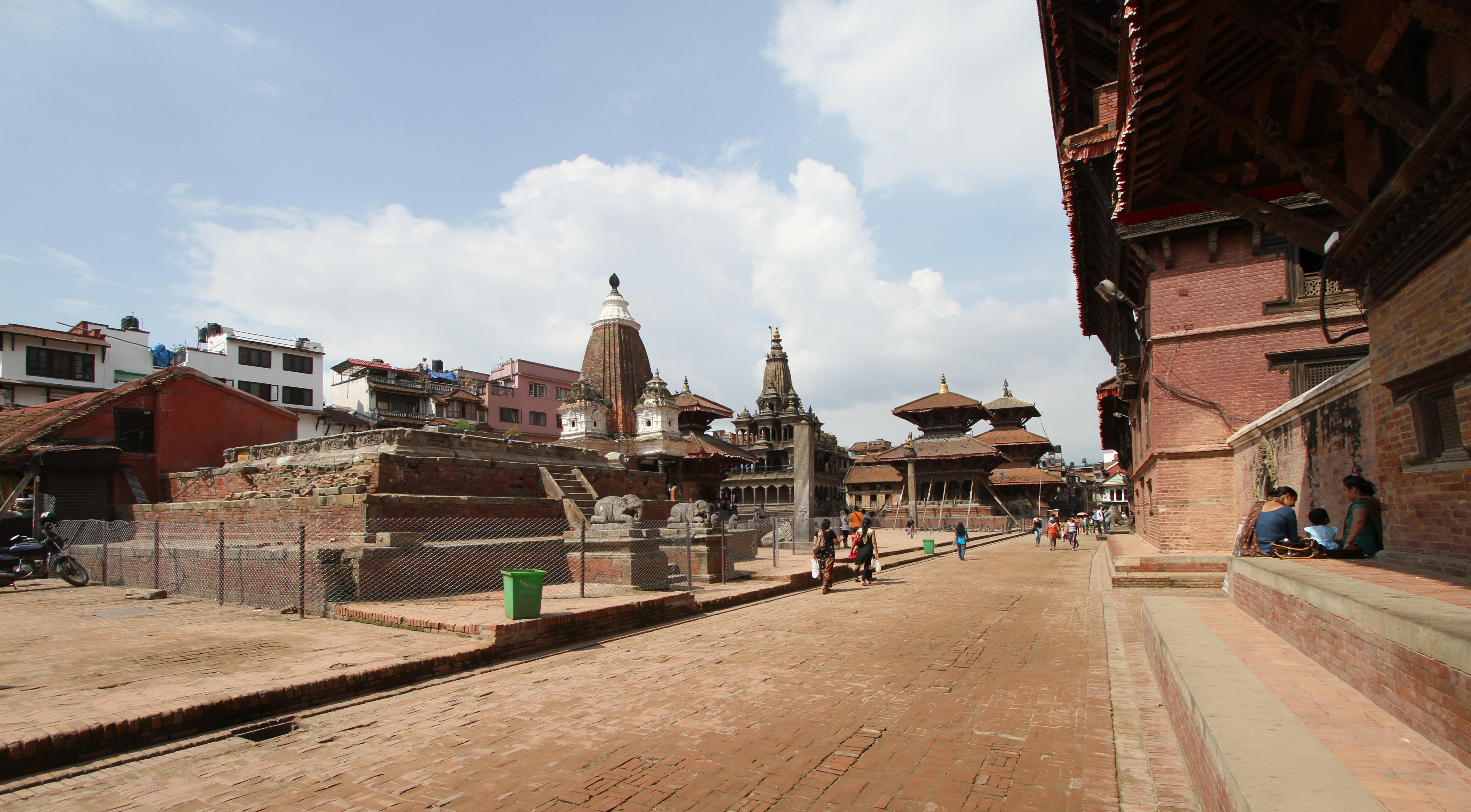
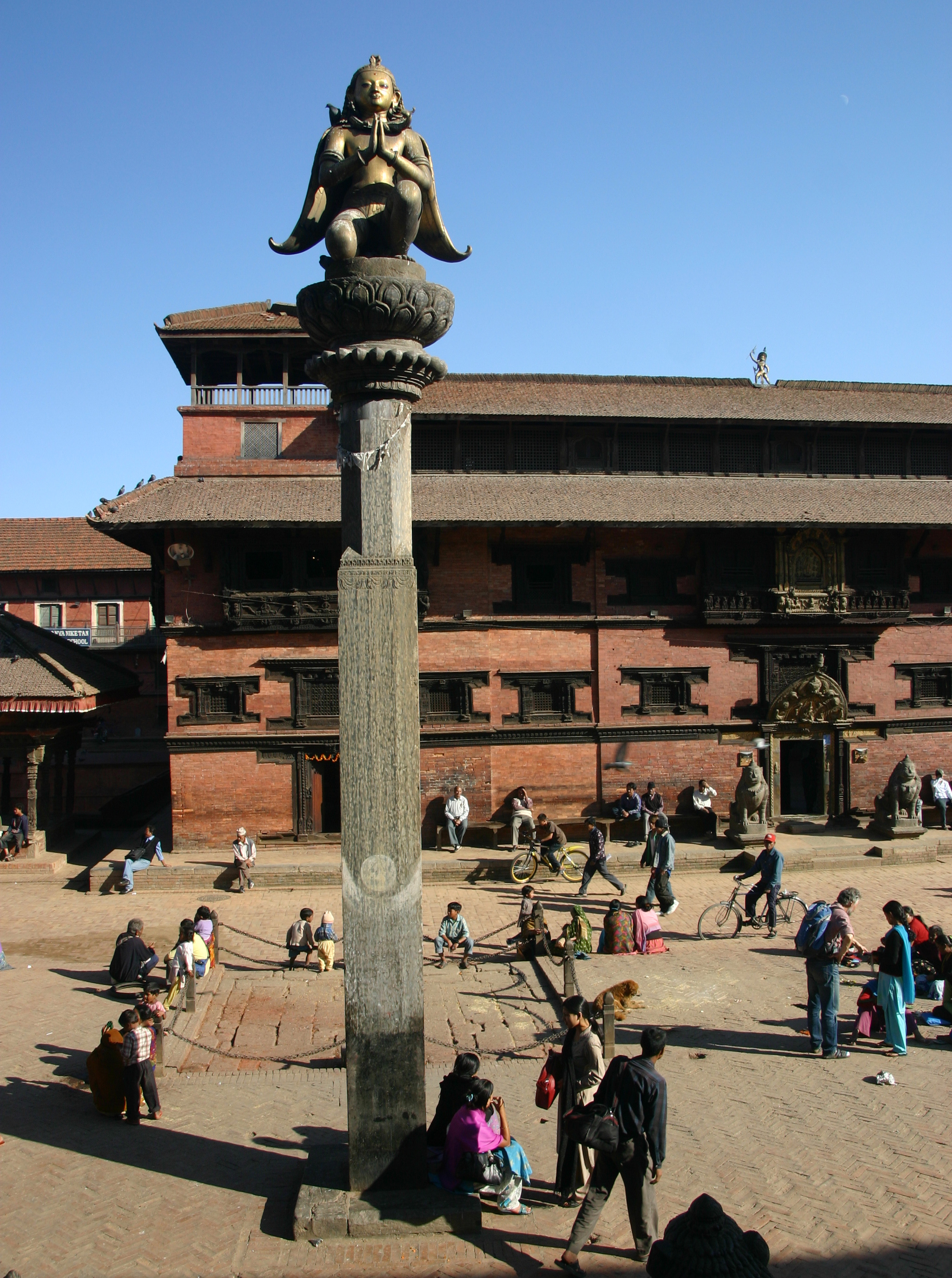
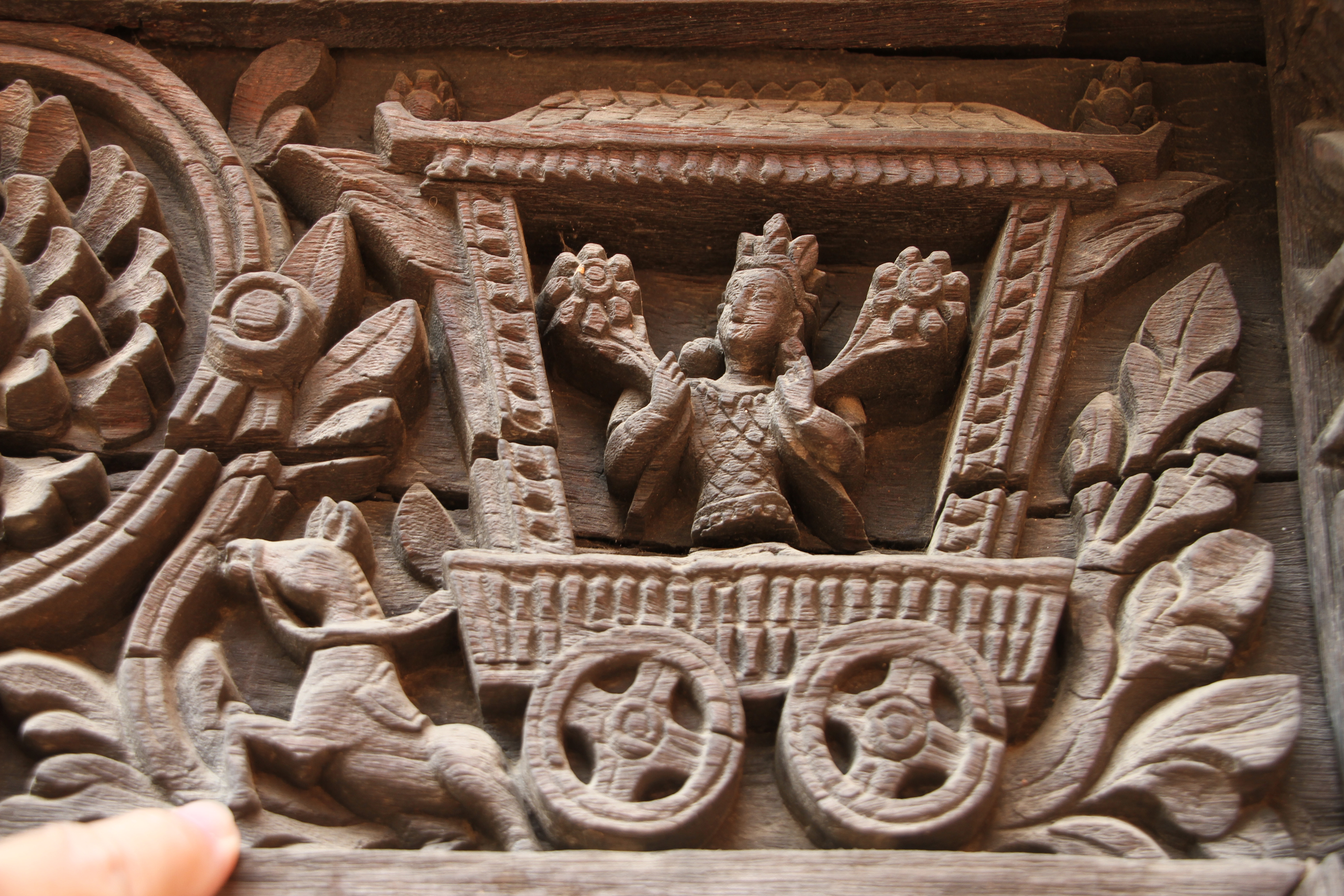
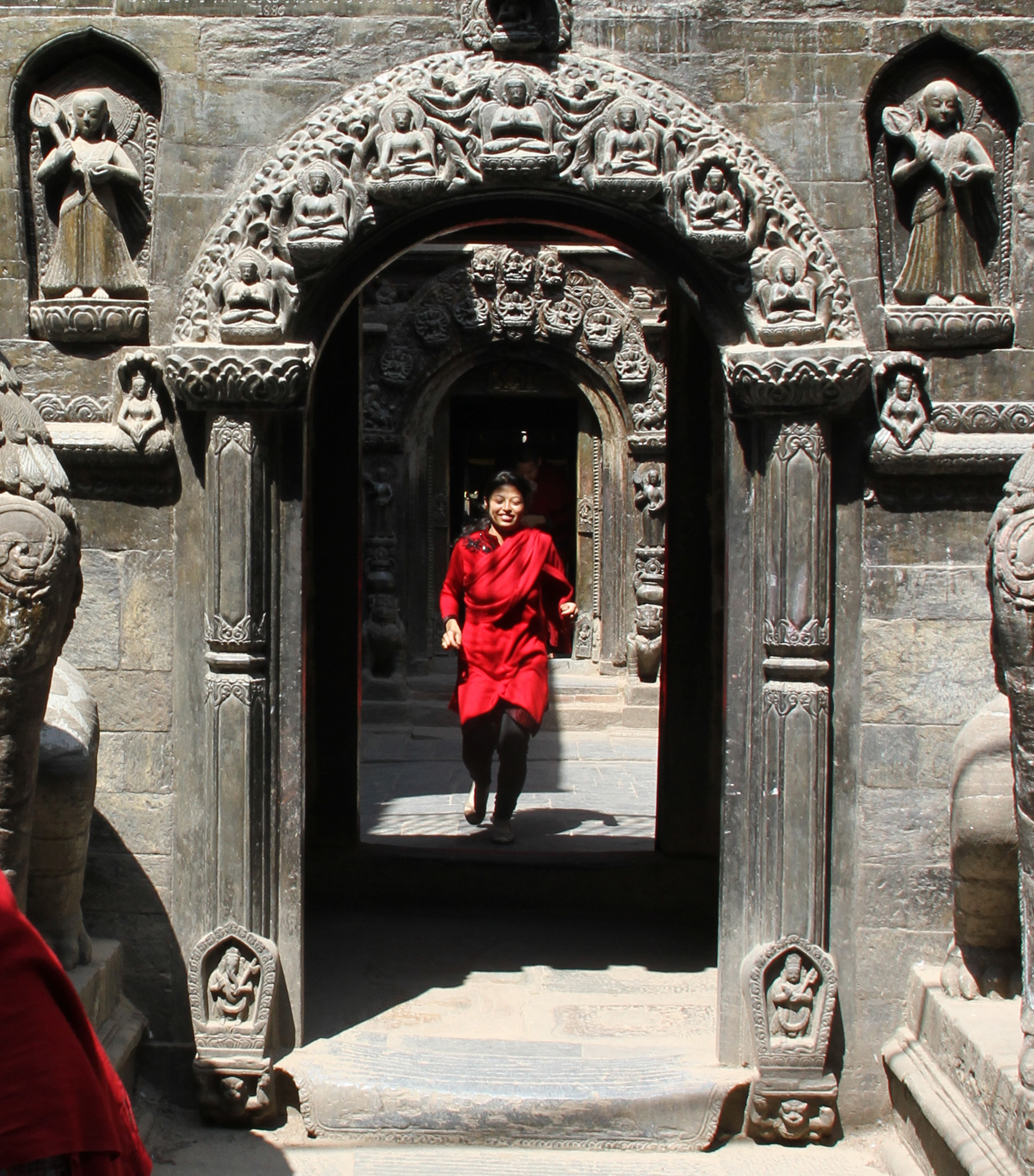